# Monday Morning Apocalypse (singel)
Monday Morning Apocalypse – drugi singiel szwedzkiego zespołu Evergrey. Pochodzi on z albumu Monday Morning Apocalypse.

## Lista utworów
1. "Monday Morning Apocalypse" - 03:10
2. "Rulers of the Mind" (Live) - 05:22
3. "Monday Morning Apocalypse" (wersja karaoke) - 03:10